# Droga wojewódzka 556
Die Droga wojewódzka 556 (DW 556) ist eine 14 Kilometer lange Droga wojewódzka (Woiwodschaftsstraße) in der polnischen Woiwodschaft Kujawien-Pommern, die Ostrowite mit Zbójno verbindet. Die Strecke liegt im Powiat Rypiński und im Powiat Golubsko-Dobrzyński.

## Streckenverlauf
Woiwodschaft Kujawien-Pommern, Powiat Rypiński
-  Ostrowite (DW 534)
- Lisiaki
- Brzuze
- Ugoszcz
- Giżynek

Woiwodschaft Kujawien-Pommern, Powiat Golubsko-Dobrzyński
- Wojnowo
-  Zbójno (DW 554)